# Guadalupe Carney
Guadalupe Carney SJ (ursprünglich James Francis Carney Hanley; * 28. Oktober 1924 in Chicago; † 1983 in Olancho, Honduras) war ein katholischer Priester, Jesuit, Philosoph und Theologe, der durch seine Thesen zum Christsein in Honduras bekannt, verfolgt und zum Desaparecido wurde.

## Leben
Carney kam 1962 als Jesuiten-Priester nach Honduras und lebte dort mit den Armen in den ländlichen Gemeinden. Die Teilnahme an den Kämpfen der Armen ließen den bourgeoisien Gringo zum Revolutionär werden. So wie er Honduras verändern wollte, änderte er seinen Namen in Guadelupe. 1973 wurde er in Honduras eingebürgert.
Am 17. November 1979 wurde er aus Honduras ausgewiesen und die Regierung Policarpio Juan Paz García widerrief Carneys Einbürgerung. In einem offenen Brief bat er darum, ihn in seinem Kampf um die Zurückgewinnung der honduranischen Staatsbürgerschaft nicht alleine zu lassen. Obwohl er 1983 in Olancho ermordet wurde, gibt es ein verbreitetes Anliegen, die Erinnerung an ihn zurückzugewinnen, damit er in den Kämpfen des Volkes von Honduras weiterlebt.

„Ein Christ zu sein, bedeutet, Revolutionär zu sein. Wenn ein Honduraner kein Revolutionär ist, ist er kein Christ.“

Carney gehört zu den 184 Personen, die zwischen 1980 und 1984 in Honduras verschwanden. Die kleine Guerilla, welche er begleitete, wurde 1983 von honduranischen Spezialkräften mit Hilfe von US-Helikoptern aufgespürt. In dieser Guerilla war auch David Arturo Baez Cruz (* 19. Dezember 1950 in Managua) alias Capitán Enrique Eduardo Saenz Herrera, ein ehemaliger Green Beret.
Angehörige der beiden US-Amerikaner Carney und Baez Cruz berichteten, dass sie durch Botschafter John Negroponte wiederholt in ihren Bemühungen zur Aufklärung der Fälle behindert wurden. US-Beamte reichten den Kelch und die Stola Carneys von der honduranischen Armee an die Verwandten von Carney weiter, über sein Schicksal wurde aber nichts berichtet.
Im April 1987 erklärte Florencio Caballero, ein ehemaliges Mitglied einer Todesschwadron, dass die honduranische Armee 1983 96 Grenzgänger gefangen genommen hätte und von diesen 70 einschließlich des sie begleitenden Carney getötet hätten.
Miguel Ángel Pavón Salazar, Vorsitzender des Comité para la Defensa de los Derechos Humanos en Honduras (CODEH) und José Isaias Vilorio, ein ehemaliger Sergeant der honduranischen Armee, von dem angenommen wurde, dass er Mitglied einer Todesschwadron war, sollten als Zeugen vor dem Interamerikanischen Gerichtshof für Menschenrechte über die Methoden der Todesschwadronen in Honduras aussagen, wurden aber im Januar 1988 ermordet.
Im Januar 2003 wurden im honduranisch-nicaraguanischen Grenzgebiet menschliche Überreste gefunden, welche Pater Guadelupe zuordenbar waren.

## Veröffentlichungen
- Solo díganme Lupe. Autobiografie.[9]
- Así es la iglesia. Auszüge aus der Autobiografie.
- Metamorfosis de un revolucionario. Dirección Nacional Partido Revolucionario de los Trabajadores (Honduras), 1983.
- Honduras. Memoiren eines Priesters. Aus dem Spanischen von Jürgen Brakel. Theorie-und-Praxis-Verlag, Hamburg 1994, ISBN 3-921866-56-1.